# 金融の用語一覧
金融の用語一覧（きんゆうのようごいちらん）では、金融についての用語を、ジャンル別に分類して列挙する。

## 基礎的な用語
- 金融
- 債権
- 債務
- 担保
- 保険
- 会計
- 通貨
- 融資
- 金利
- 投機
- 投資

## 取引・手法
- 先物取引
- 金融先物取引
- 金利先物取引
- 株価指数先物取引
- 商品先物取引
- オプション取引
- 裁定取引
- 日経225オプション取引
- 日経225先物取引
- 電子商取引

## 機関・組織
- 取引所
- 金融機関
- 金融庁
- 金融危機対応会議
- 信託会社
- 金融先物取引所
- 日本証券業協会
- 投資家
- 銀行
- 証券市場
- 為替市場
- 金融市場

## 法律・制度
- 金融法
- 企業担保法
- 金融先物取引法
- 株券等の保管及び振替に関する法律
- 売掛債権担保融資保証制度
- 金融機能の強化のための特別措置に関する法律
- 中小企業金融安定化特別保証制度
- DCF法

## その他の用語
- 日銀特融
- 根抵当権
- ノミ行為
- 発券
- 引受
- ファクタリング
- ファットフィンガーシンドローム
- 不動産担保証券
- ブラックマンデー
- ブルーチップ
- ブレトン・ウッズ協定
- プログラム売買
- Chartered Financial Analyst
- ホットマネー
- ポンド危機
- マネタリーベース
- マネーサプライ
- 無尽
- 無尽会社
- 無尽蔵
- ムダーラバ
- 有価証券
- 優先株式
- ユーロカレンシー
- 呼び値
- LIBOR
- リスク
- リバー
- 利札
- 流動性の罠
- レッドライニング
- レバレッジ
- 割引現在価値
- FX